# Uroplachina 1A
Uroplachina-1A è una proteina che nell'umano è codificata dal gene UPK1A, presente nel braccio lungo del cromosoma 19.
La proteina codificata da questo gene è un membro della superfamiglia 4 delle proteine transmembrana, conosciuta anche come famiglia delle tetraspanine.
Come la maggior parte delle tetraspanine, l'uroplachina-1A è una proteina transmembrana con 4 domini idrofobici ed è presente a livello della membrana plasmatica di cellule che costituiscono l'urotelio. Nello specifico, essa si trova in ogni AUM (Asymmetrical Unit Membrane) dove può associarsi con altre proteine appartenenti alla famiglia delle tetraspanine.
Può assumere un ruolo nella fisiologia della vescica normale, probabilmente regolando la permeabilità della membrana delle cellule ad ombrello superficiali o nello stabilizzare la membrana apicale attraverso interazioni AUM/citoscheletro.